# Dolomedes smithi
Dolomedes smithi là một loài nhện trong họ Pisauridae.
Loài này thuộc chi Dolomedes. Dolomedes smithi được Roger de Lessert miêu tả năm 1916.